# Сехниашвили, Анета Михайловна
Анета Михайловна Сехниашвили (1918 год, село Мирзаани, Сигнахский уезд, Тифлисская губерния, Российская империя — неизвестно, село Мирзаани, Цителицкаройский район, Грузинская ССР) — звеньевая колхоза имени Берия Арбошикского сельсовета Цителицкаройского района, Грузинская ССР. Герой Социалистического Труда (1950). Депутат Верховного Совета Грузинской ССР 3-го созыва.

## Биография
Родилась в 1918 году в крестьянской семье в селе Мирзаани Сигнахского уезда (сегодня — Дедоплисцкаройский муниципалитет). Окончила начальную школу в соседнем селе Арбошики. С 1934 года трудилась рядовой колхозницей в винограднике колхоза имени Берия Цителицкаройского района с усадьбой в селе Арбошики. В послевоенные годы возглавляла звено виноградарей.
В 1949 году звено под её руководством собрало в среднем по 128,4 центнера винограда с каждого гектара на участке площадью 7,5 гектара. Звено Анеты Сехниашвили заняло третье место по сбору винограда в 1949 году в Грузинской ССР. Первое место было у звена Татьяны Редькиной из Бомборского виноградарского совхоза Гудаутского района, которое собрало в среднем с каждого гектара по 131,1 центнера на 6,3 гектарах, второе место было у звена Георгия Лордкипанидзе из колхоза имени Берия Ванского района, которое собрало в среднем с каждого гектара по 128,7 центнера на 4,1 гектарах. Указом Президиума Верховного Совета СССР от 5 сентября 1950 года удостоена звания Героя Социалистического Труда за «получение высоких урожаев винограда в 1949 году» с вручением ордена Ленина и золотой медали «Серп и Молот» (№ 5654).
Этим же указом званием Героя Социалистического Труда были награждены труженики колхоза имени Берия бригадир Гавриил Алексеевич Коташвили, звеньевые Елена Иосифовна Гугенишвили и Мария Георгиевна Джамалашвили.
Избиралась депутатом Верховного Совета Грузинской ССР 3-го созыва (1951—1955) и Цителискаройского районного Совета народных депутатов.
Проживала в родном селе Мирзаани Цителискаройского района. Дата её смерти не установлена.
Награды
- Герой Социалистического Труда
- Орден Ленина — дважды (09.08.1949; 1950)